# Paco Cepero
Francisco López-Cepero García, conocido artísticamente como Paco Cepero, es un guitarrista flamenco nacido en el barrio de San Miguel de Jerez de la Frontera (España) el 6 de marzo del 1942.

## Trabajos
Su primera actuación en público fue en el Gran Teatro Falla de Cádiz en el año 1958. En 1963 llega a Madrid y empieza a trabajar en el Tablao Los Canasteros de Manolo Caracol. La guitarra de Paco ha acompañado a muchos grandes del flamenco: Camarón de la Isla, El Lebrijano, Tío Borrico, El Terremoto, La Perla de Cádiz, etc.
Ha escrito más de 800 canciones y marchas procesionales, incluyendo una para la Yedra Coronada de Jerez. y varias para su hermandad de la Amargura de Jerez y el Señor Flagelado.
Compuso la canción "Él" que representó a España en el Festival de Eurovisión de 1982 interpretada por la cantante Lucía. Finalmente quedó en 10º lugar. 
Su discografía solista la compone:
- "Amuleto" (1977).
- "De pura cepa" (2000).
- "Corazón y bordón" (2004).
- "Abolengo" (2007).
- "Suite Gades" (2012) en conmemoración del Bicentenario del Doce.[4]
- "Sueño latino" (2017).[5]
- "Vivencias" (2021),[6] incluye el tema "Hechizo Andaluz"[7].

## Compositor

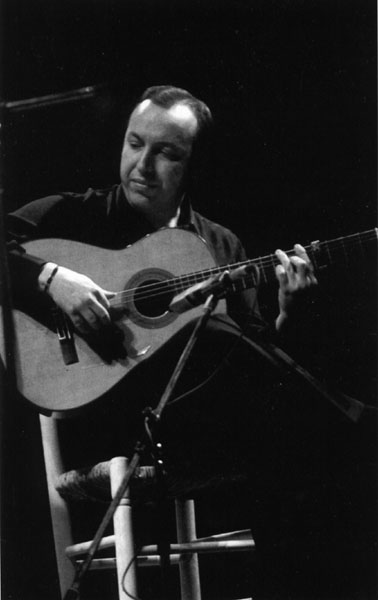
Al toque

Ha compuesto para grandes artistas como José José, El Lebrijano, Rocío Jurado, Chiquetete, Julio Iglesias, Manolo Escobar, Lucía, La Marelu o Rosa Morena. Así como un repertorio para el espectáculo de la Real Escuela Andaluza del Arte Ecuestre (cuya dificultad reconoció por su falta de formación en solfeo).
En 1987, colabora íntegramente con Los Chichos en el álbum Porque nos queremos. En 2017, colabora en un álbum de Samuel Serrano.

## Premios y galardones

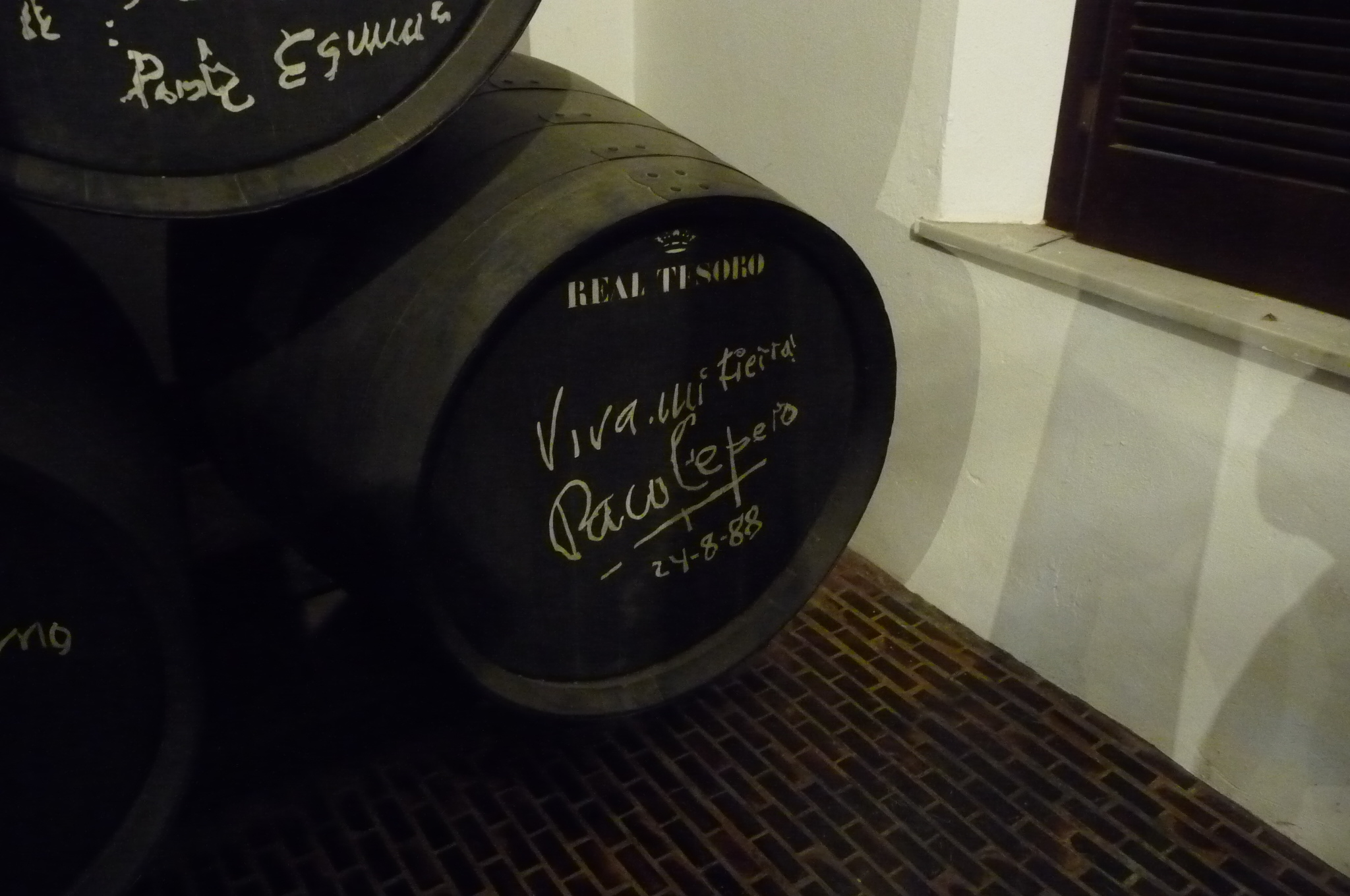
Bota firmada en Bodegas Real Tesoro.

Ha recibido diversos premios a lo largo de su carrera:
- Premio Nacional de Jerez 1975[12]
- Premio Nacional de Córdoba en el 1977
- Castillete de oro de la Unión
- Yunque de oro de Ceuta
- Premio Melchor de Marchena de Acompañamiento
- Cabal de Plata del Círculo de Bellas Artes del año 1999
- Medalla de Oro al Mérito en las Bellas Artes en el 2003
- Académico de la Real Academia de Ciencias, Artes y Letras de San Dionisio, en el 2012.[13]
- Camarón de Oro[14]
- Premio Compás del Cante 2014[15]
- 'Leyenda del flamenco' y 'Gaditano del año'[16]
- Medalla de Andalucía 2017 en el ámbito de las artes[17]
- Homenaje "Yerbabuena de Plata" en el Festival Flamenco de la Yerbabuena, en Las Cabezas de San Juan[18]
- Placa de Oro de la Provincia de Cádiz en 2006[19]

- Galardones en 2017: reconocimientos de Rafael Romero 'El Gallina' en Andújar, dedicatoria en el Festival de Brenes, así como la Palma de Plata en El Rubio.[20]

- Medalla al Mérito del Trabajo en 2018.[21]

- En enero de 2019, fue propuesto para ser nombrado Hijo Predilecto de Jerez,[22] obteniendo el nombramiento en febrero.[23]

Fue elegido junto a otros artistas gitanos para cantar ante el papa Francisco en 2015, en la conmemoración del 50 aniversario de la visita de Pablo IV a un campo de gitanos en las afueras de Roma, acto para el que creó una pieza.

## Formación
Desde hace años imparte formación a otros guitarristas flamencos